# Svenska kärnvapenprogrammet

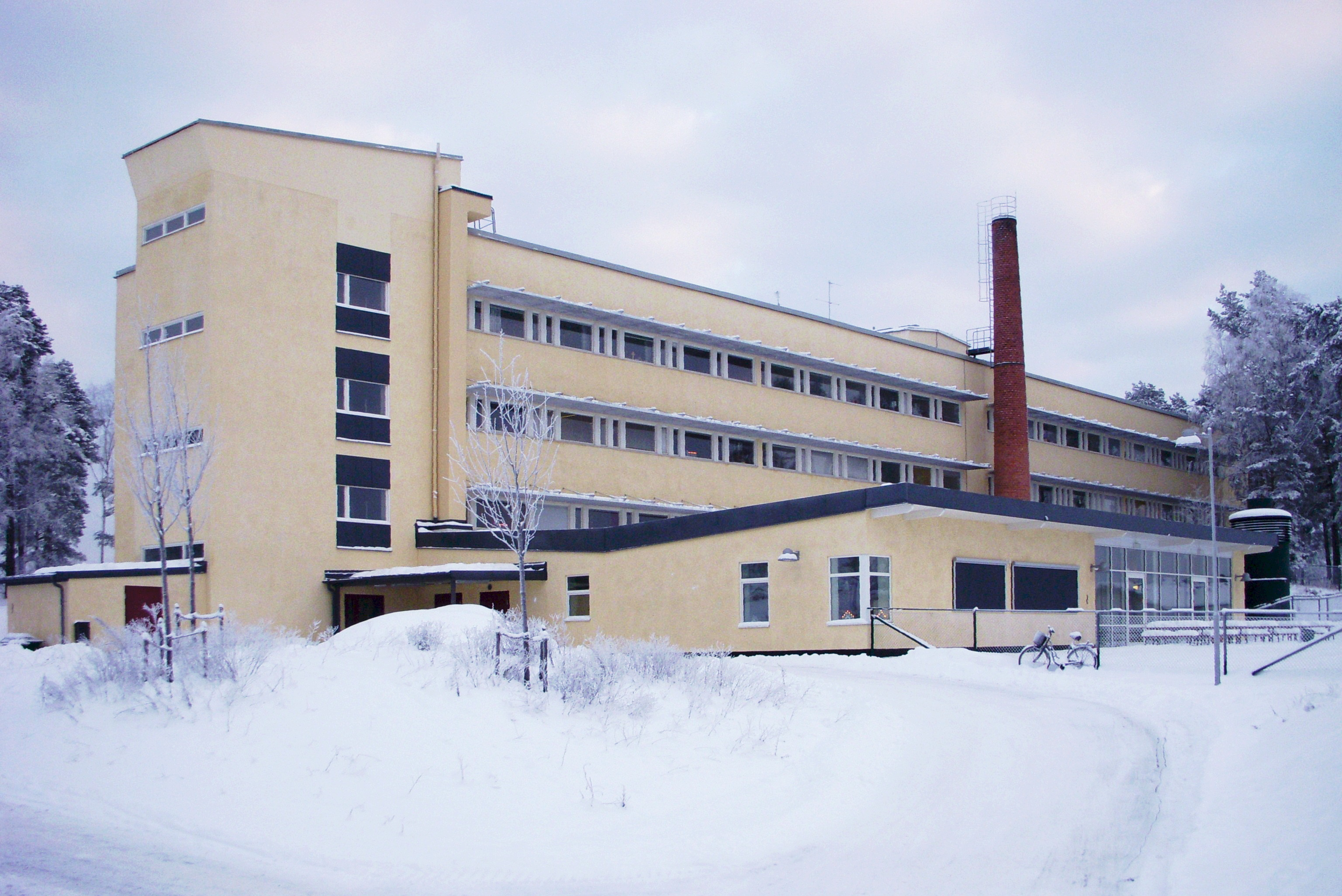
FOA:s gamla kontorsbyggnad i Ursvik i Sundbyberg.

Det svenska kärnvapenprogrammet syftade till utvecklingen av kärnvapen och bedrevs i Sverige mellan 1945 och 1972. Kärnvapenprogrammet drevs parallellt med forskning kring skydd mot kärnvapen vid Försvarets forskningsanstalt och delar av det omfattades av stor sekretess. Programmet lades ned framförallt av politiska skäl innan några kärnvapen hade framställts, men även ekonomiska skäl spelade in. Fram till 1958 bedrevs det hemliga programmet med utgångspunkten att Sverige skulle skaffa egna kärnvapen. Ett beslut i Sveriges riksdag samma år innebar att forskningen inriktades på skydd mot kärnvapen, med bibehållande av handlingsfrihet att vid behov senare byta linje. Med regeringens godkännande bedrevs dock kärnvapenprogrammet under beteckningen "utökad skyddsforskning" och hade sin mest intensiva period under början av 1960-talet. Den fortsatta verksamhet som bedrevs efter 1958 har varit föremål för senare kontroverser, eftersom vissa bedömare menar att den gick utöver vad riksdagen hade beslutat. Handlingsfrihetslinjen övergavs 1966, och Sveriges godkännande av Icke-spridningsavtalet 1968 innebar att avvecklingen av kärnvapenprogrammet inleddes, vilken var avslutad 1972.

## Bakgrund
Sverige fick gradvis information om att fission var möjligt via det vetenskapliga samfundet från 1939 och framåt då hundratals forskningsrapporter publicerades, och via personliga kontakter genom exempelvis Lise Meitner, Njål Hole, Oskar Klein och Ivar Waller. Underrättelserna kom delvis via kontakter med Niels Bohr. Från 1942 fick Försvarsstaben rapporter om atom- och uranvapen, men dessa var mest av rykteskaraktär. En artikel i Stockholms-Tidningen den 27 augusti 1941 talar om "en 5-kilosbomb med ohygglig sprängverkan" och kallar vapnet för "uraniumbomb".
När atombomben över Hiroshima detonerade i slutskedet av andra världskriget, den 6 augusti 1945, var det få utanför det amerikanska kärnvapenprogrammet som hade trott att kärnenergi skulle gå att utnyttja praktiskt som ett vapen. Svenska regeringen fick dock vissa indikationer om vad som var på gång i och med att de allierade, i andra världskrigets slutskede, visade intresse för de svenska fyndigheterna av uran i alunskiffer. Detta skedde genom propåer om att Sverige borde ha statlig kontroll över tillgångarna och införa exportkontroll för svenskt uran med amerikanskt och brittiskt inflytande, helst med ensamrätt på den svenska malmen, trots att någon kommersiell malmbrytning inte förekom. Via sina rådgivare, bland andra Manne Siegbahn, insåg regeringen åtminstone på ett principiellt plan kopplingen mellan uran, kärnenergi och möjligheten att tillverka vapen baserade på detta. Efter att den amerikanske ambassadören Herschel Johnson 27 juli 1945 tagit upp frågan med kabinettssekreterare Stig Sahlin togs frågan upp på ett regeringssammanträde 2 augusti, och 11 september fick USA svar på sin propå, där Sverige förband sig att införa statlig kontroll över utvinning och export av uran, men avvisade förslagen om att de allierade skulle ha optionsrätt till det svenska uranet eller vetorätt över svensk uranexport.
Fysikaliskt inriktad försvarsforskning hade startats i Sverige under andra världskriget, och engagerade en stor del av den tidens namnkunniga svenska fysiker, bland annat i form av Militärfysiska institutet (MFI) som hade grundats 1941. Denna forskning hade dock en inriktning på konventionella vapen, där många innovationer baserade på fysikens nyare landvinningar hade kommit till användning under andra världskriget. MFI slogs 1945 samman med två andra organisationer till Försvarets forskningsanstalt (FOA) i enlighet med ett förslag till omorganisation av den svenska försvarsforskningen som lagts i en proposition 1944. Den forskning som genomförts på bland annat MFI och inledningsvis planerades för FOA inriktade sig på sådant som jetmotorer, raketteknik, riktad sprängverkan och radarteknik.
I augusti 1945, bara några dagar efter Hiroshima-bomben blev känd, begärde ÖB Helge Jung via den nytillträdde forskningsofficeren Torsten Schmidt att det nybildade FOA skulle utreda vad som var känt om dessa nya vapen. FOA:s första rapport till ÖB i slutet av 1945 baserade sig till stor del på Smythrapporten, den officiella amerikanska rapport om Manhattanprojektet och den bakomliggande fysik som offentliggjorts 12 augusti.
Från första början tycks inställningen ha varit att Sverige behövde lära sig mer om de nya vapnen, både för att deras existens nu var given, och i syfte att undersöka hur man själv skulle kunna skaffa dessa vapen. Man insåg att kärnvapen hade en betydligt större förstörelsekraft än alla dittills existerande vapen, men synen på kärnvapen som något helt väsensskilt från konventionella vapen, och etiskt mer tvivelaktigt än dessa, hade inte lika tydligt etablerats 1945 som det successivt gjorde under 1950-talet. Konventionell flygbombning av stora städer såsom Tokyo, Dresden och Hamburg hade i respektive stad skördat minst lika många dödsoffer som atombomberna, även om det tagit längre tid och ett stort antal bombplan hade behövt sättas in.

### Koppling till civil användning av kärnenergi
Både atombomberna som vapen och kärnenergin som sådan tilldrog sig oerhört stort intresse i de flesta länder så snart atombomberna blev kända. I och med att Smythrapporten blev känd påbörjades omedelbara diskussioner även om fredliga användningar i USA.
Samma sak gällde i Sverige. Studier av såväl militära som civila tillämpningar drog igång redan innan 1945 års slut. Regeringen tillsatte den så kallade Atomkommittén i november månad. Kopplingen mellan utvecklingsarbete för militärt och civilt utnyttjande av kärnenergin fortsatte under flera decennier. Även om mycket av det militära arbetet hemlighölls, tycks denna koppling inledningsvis ha varit okontroversiell, och därtill nödvändig eftersom tillgängliga resurser och kompetens för parallella civila och militära projekt saknades. Först sedan "kärnvapenpacifismen" började få insteg under 1950-talets senare del och starkare under 1960-talet började denna typ av kopplingar ses med stor misstänksamhet i bredare kretsar.

## Inledning

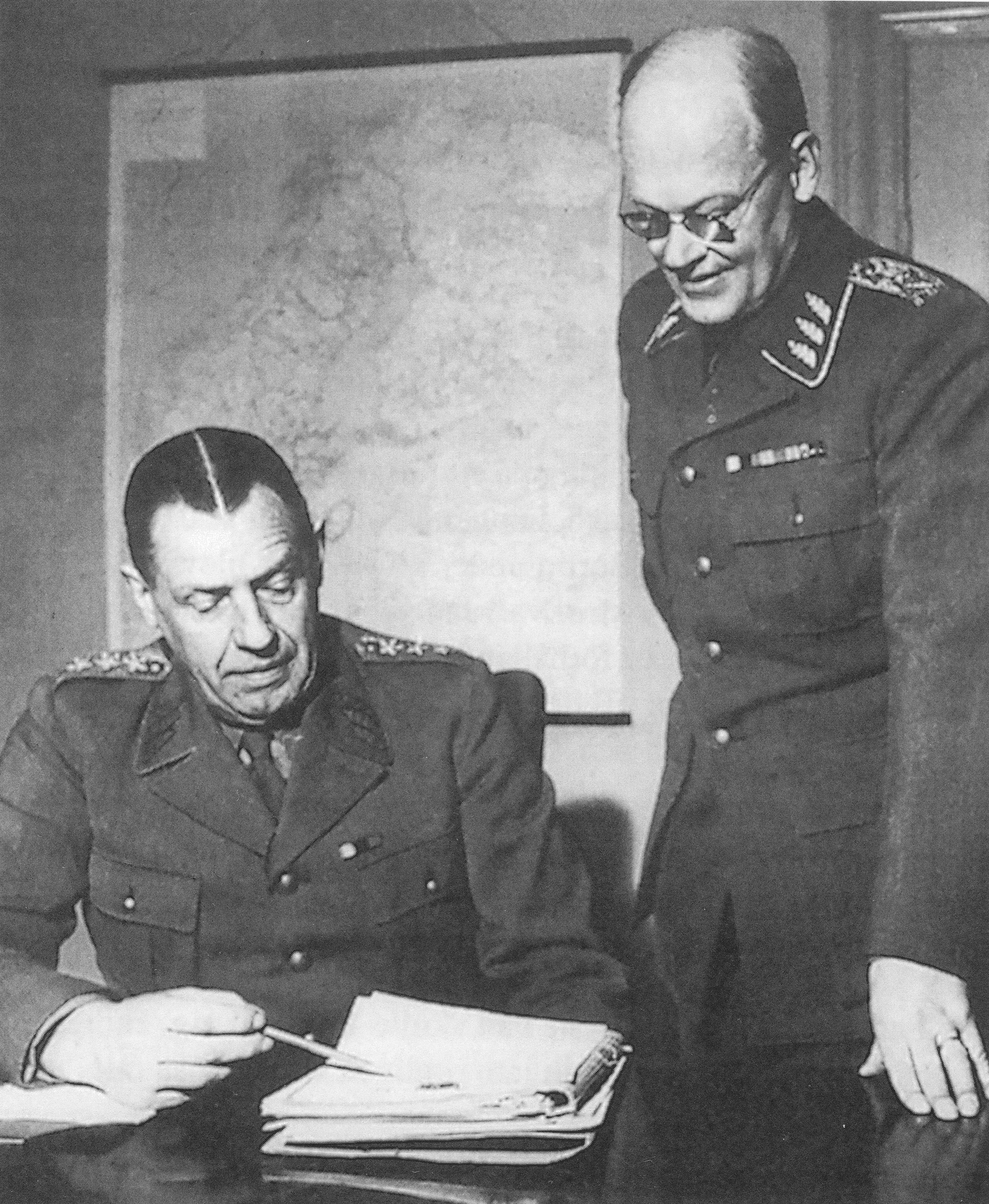
Nils Swedlund (vänster) var inblandad i kärnvapenfrågan både som försvarsstabschef och var drivande i sin roll som överbefälhavare.

I oktober 1945 anhöll FOA om ett extraanslag för studier av kärnvapen, vilket beviljades. Den största delen av anslaget var inriktat på metoder för uranframställning, och därutöver bedrevs beräkningar av kärnvapens verkningar. En sektion för kärnfysik bildades i början av 1946 inom FOA:s avdelning för fysik (FOA 2), och i mitten av 1946 var ett 20-tal FOA-forskare och lika många externa forskare engagerade i undersökningar kring kärnvapen eller kärnenergi. 1947 bildades AB Atomenergi på initiativ av Atomkommittén, i syftet att konstruera experimentreaktorer och utveckla metoder för att utvinna uran från svenska fyndigheter, för både civilt och militärt behov. Från 1948 skedde en uppdelning av verksamheter mellan FOA och AB Atomenergi, där bland annat FOA:s uranverksamhet fördes över, samtidigt som ett samarbetsavtal upprättades (med slutligt regeringsgodkännande 1950) för att säkerställa att den militära forskningen kunde dra nytta av den civila kärnenergiverksamhet som startades.
Den egentliga starten för kärnvapenprogrammet inträffade 1948. FOA:s styrelse beslöt i februari att inrikta verksamheten på skydd mot verkan av kärnvapen, troligen på grund av den bodelning som skett mellan FOA och AB Atomenergi, men enbart några dagar efter det beslutet gav försvarsstabschefen Nils Swedlund FOA i uppdrag att utreda möjligheterna för svensk anskaffning av kärnvapen. Utredningen genomfördes snabbt, och rapporten fanns färdig 4 maj 1948 med Gustaf Ljunggren (chef för FOA 1, kemiavdelningen) och Torsten Magnusson (chef för FOA 2) som undertecknare. Centralt i utredningen var att man förordade att satsa på kärnvapen baserade på plutonium, snarare än på höganrikat uran (235U), eftersom uranalternativet framstod som tekniskt svårare. Utredningen innehöll också en översiktlig projektplan över ett svenskt kärnvapenprogram med första uppskattningar över tids- och kostnadsförhållanden. Styrande för tidsförhållandena var enligt denna rapport uppförande av reaktorer, utvinning av råmaterial till dessa och framställningen av plutonium i reaktorerna, snarare än själva konstruktionen av kärnvapnen. En bidragande anledning var att man hade uppskattat den kritiska massan för en plutoniumladdning till ett för högt värde; man räknade på 20 kg alternativt 50 kg istället för de faktiska 6 kg.

### Utgångsmaterial

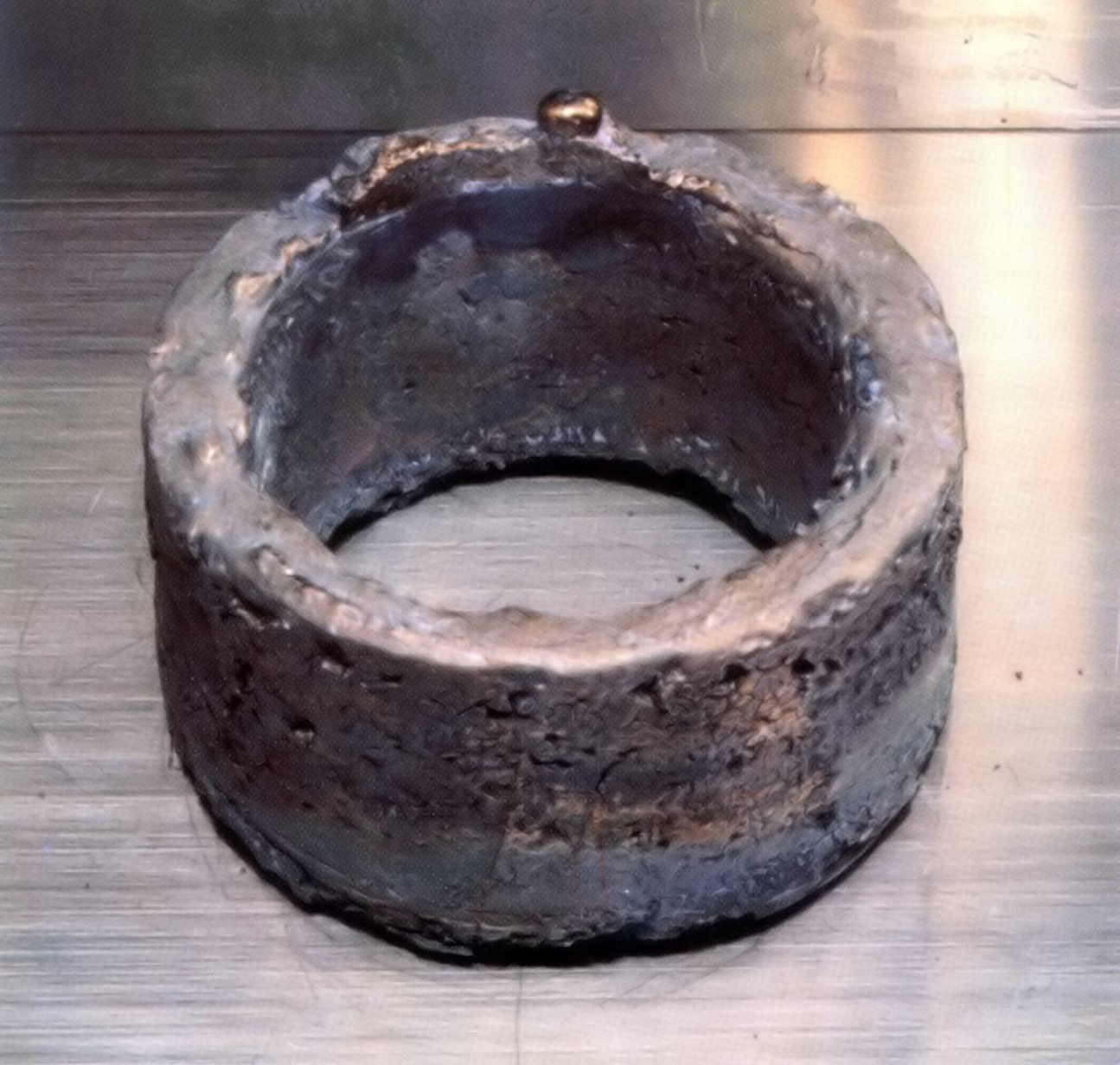
Ett ringformat stycke av 5,3 kg mycket rent plutonium av vapenkvalitet (99,96%), men mekaniskt obearbetat. Plutoniumstycket på bilden är framställt inom det amerikanska kärnvapenprogrammet.
Foto:Los Alamos National Laboratory

För att kunna få fram det plutonium som behövdes till kärnvapnen, var planen att driva tungvattenreaktorer där uran omvandlades till plutonium 239 (239Pu). De centrala utgångsmaterialen, som behövde skaffas i stor mängd, var uran, tungt vatten och grafit, som behövde anskaffas utan att man drabbades av de exportkontroller som bland annat USA införde för att förhindra att fler länder skaffade sig kärnvapen. Betydande mängder uran fanns som en inblandning i de fyndigheter av alunskiffer som fanns i Sverige, och som redan börjat exploateras under andra världskriget av Svenska skifferoljeaktiebolaget för framställning av drivmedel, och vars strategiska värde man redan fått klart för sig av de allierade propåerna. Ranstad var påtänkt för framskaffningen av uranet.
Tungt vatten tänkte man sig i första hand skaffa från Norge, där sådant redan framställdes. Eftersom Norge också initierade ett kärnteknikprogram var tanken att bedriva byteshandel, eftersom Norge inte hade lika brytvärda urantillgångar. Senare tänkte man sig att producera tungt vatten i en anläggning i Ljungaverk. Att skaffa grafit räknade man inte skulle medföra några större problem. Tillgång till tillräckliga mängder plutonium förblev den tekniska nyckelfrågan under hela det svenska kärnvapenprogrammet. 
Redan hösten 1948 kom dock kritik i ett gemensamt yttrande från AB Atomenergi och Atomkommissionen. FOA-rapportens projektplan förutsatte i det närmaste ett militärt monopol på de svenska urantillgångarna, till men för den civila utvecklingen, och att mycket stora resurser satsades på plutoniumframställningen. Realismen i detta ifrågasattes, och redan här dök de första tecknen på intressemotsättningar mellan militära och civila kärntekniska satsningar upp. Planens utformning berodde på att man på FOA utgick från att 50 kg snarare än 6 kg plutonium skulle behövas per kärnladdning, men att detta var en överskattning visste ingen av de inblandade 1948. Den skisserade anläggningen för plutonium till 5-10 laddningar per år, baserat på en produktion av 1 kg plutonium per dag, skulle således ha kunnat räcka för ända upp 60 laddningar per år.

## 1950-talet och Den svenska linjen

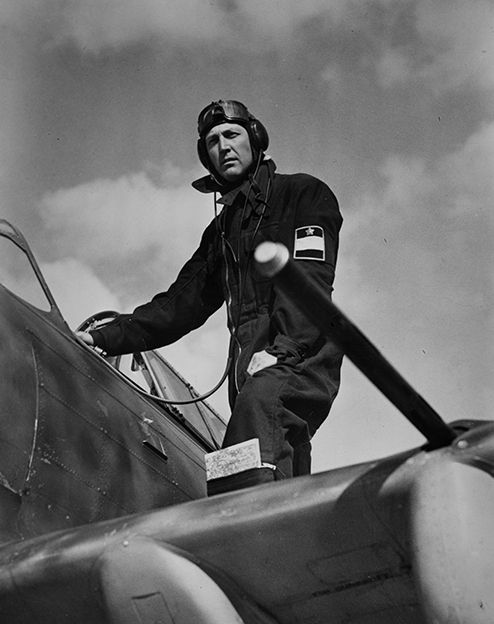
Flygvapenchefen Bengt Nordenskiöld

I början av 1950-talet hade det Kalla kriget intensifierats, kärnvapenkapprustningen hade tagit fart i och med att Sovjetunionen sprängt sitt första kärnvapen 1949 och senare sin första vätebomb 1953. Koreakriget hade utspelat sig och USA hade anammat principen om massiv vedergällning med kärnvapen. Det sistnämnda hade ökat stormakternas strategiska intresse för Norden som område för frambasering och överflygning av bombflyg i händelse av storkrig. Detta avspeglade sig i rapporten ÖB-54 som det svenska försvaret lade fram på hösten 1954, och där den militärtekniska utvecklingens betydelse stod i centrum. Man uppmärksammade nya stridsmedel i form av robotvapen, telestridsmedel, kärnvapen, biologiska stridsmedel och kemiska stridsmedel, och där kärnvapnen tillskrevs den avgörande betydelsen. ÖB Nils Swedlund skrev i förordet att det svenska försvaret behövde skydd och motmedel mot dessa nya stridsmedel, och själv anskaffa det som var lämpligt och möjligt för svensk del. Man påpekade också att Sveriges alliansfrihet i sig innebar att Sverige, till skillnad från NATO-länderna Danmark och Norge, inte hade några kärnvapengarantier från någon stormakt. Alliansfriheten i kombination med den militärtekniska utvecklingen och bedömningen av det strategiska läget talade således för ett svenskt kärnvapeninnehav. Försvaret och ÖB lade inte fram någon konkret plan för svensk kärnvapenanskaffning i ÖB-54, men den officiella militära argumentationen pekade tydligt i denna riktning och fanns i och med detta ute i offentligheten. Flygvapenchefen Bengt Nordenskiöld hade dock redan 1952 tagit offentlig ställning för svenskt kärnvapeninnehav, men detta var snarast framfört som ett personligt ställningstagande och vållade inte någon större debatt.

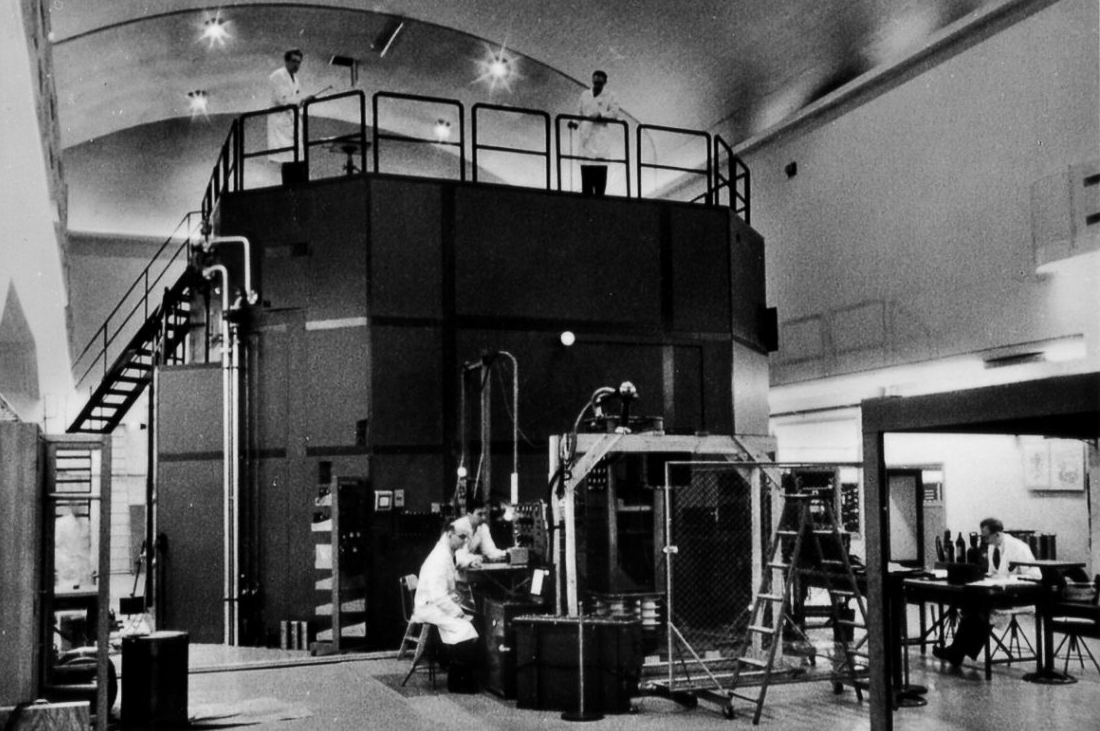
Forskningsreaktorn R1 på Kungliga Tekniska högskolan (KTH), Stockholm.

1954 togs också den första svenska kärnreaktorn, forskningsreaktorn R1 på Kungliga Tekniska högskolans område i drift, och uranextraktionsverket i Kvarntorp nådde upp till sin avsedda produktionskapacitet. 1953 hade man dessutom fått klart för sig att den kritiska massan för plutoniumbaserade kärnvapen hade överskattats, och siffran reviderades ner till 5–10 kg i en rapport skriven av Sigvard Eklund, vilket innebar att produktionsbehovet av plutonium var betydligt mindre än vad som tidigare antagits.

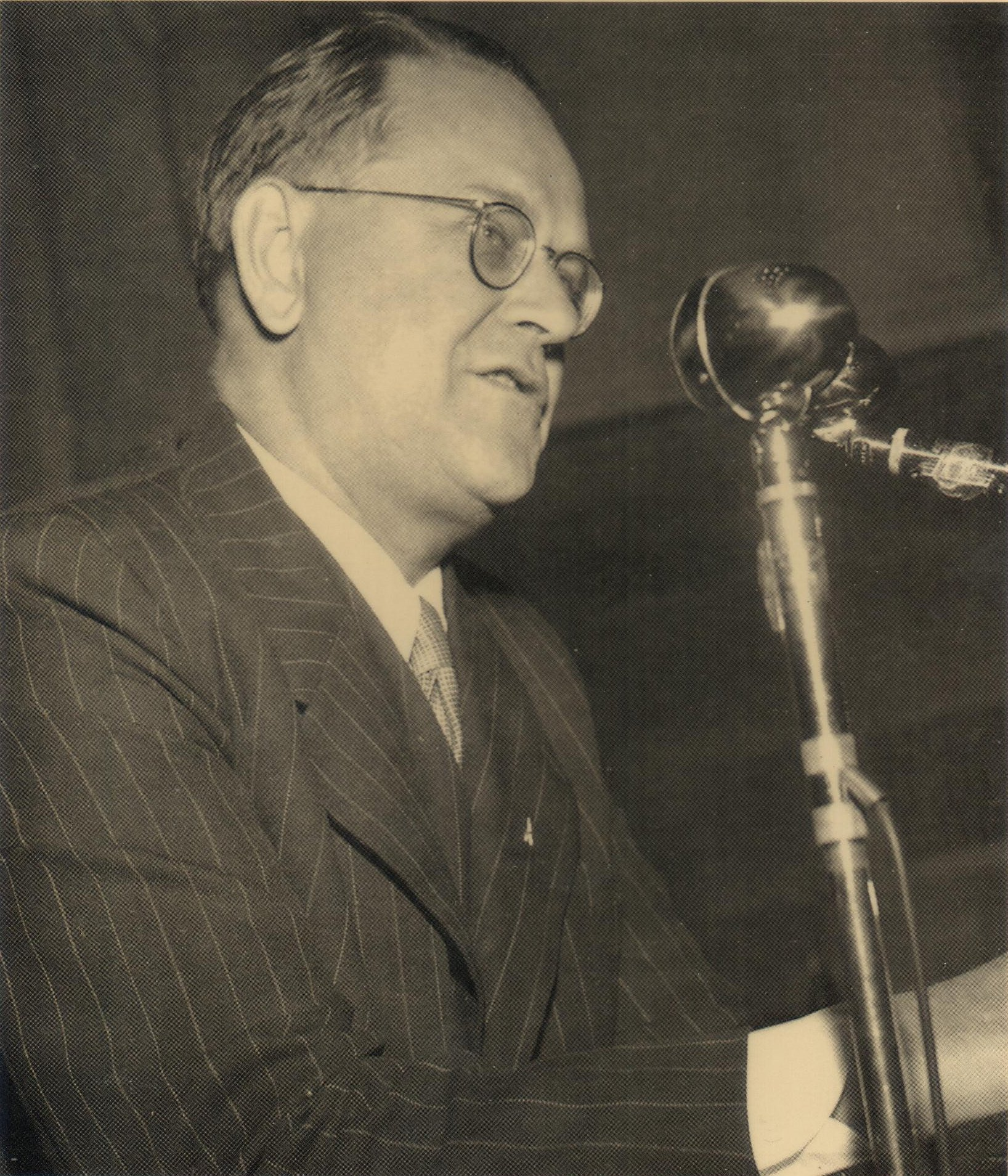
Tage Erlander hanterade den socialdemokratiska splittringen i kärnvapenfrågan genom att tillåta den ”utökade skyddsforskningen”. Erlander var utbildad i fysik och kemi vid Lunds Universitet, men avslutade aldrig studierna utan bytte inriktning till statsvetenskap.

Regeringen Erlander tillsatte 1955 en utredning om civil kärnenergi (1955 års atomenergiutredning), som 1956 föreslog att Sverige skulle satsa på kärnenergin, och göra detta i form av en komplett kärnbränslecykel baserad på inhemskt uran och tungvattenreaktorer, samt att det mesta inom denna satsning skulle stå under statlig kontroll. Detta var huvuddragen i det som senare kom att kallas den svenska linjen. På ett regeringssammanträde i november 1955 togs för första gången frågan om svensk anskaffning av kärnvapen upp till diskussion. Detta skedde på försvarsminister Torsten Nilssons initiativ, och det framkom då att Östen Undén, Gunnar Sträng och Ulla Lindström var motståndare. Tage Erlander verkade för att hålla den interna socialdemokratiska splittringen dold, och tog fasta på att den civila utvecklingen under flera år framåt skulle kunna fungera som ett stöd för den militära, och att det därför inte krävdes något avgörande beslut förrän i början av 1960-talet. Således försökte han förmå båda sidor att inte utåt propagera för sin åsikt.
Sverige genomförde provsprängningar i byn Nausta sydväst om Jokkmokk 1956 och 1957 (det senare i den så kallade Naustasmällen) av nitrolitladdningar med liknande sprängkraft som mindre atombomber, för att studera effekten. Kratern blev till sjön Foajaure.
1957 tog Krigsmakten och ÖB i rapporten ÖB-57 offentligt ställning för anskaffning av svenska taktiska kärnvapen. Samma år tog FOA på ÖB:s uppdrag fram en detaljerad studie av vad som krävdes för att ta fram svenska plutoniumbaserade kärnladdningar, inklusive tidsplaner och kostnader. Detta var en specifikation av allt det som behövde göras helt utanför det civila kärnenergiprogrammet för att få fram kärnvapen. Mycket var relaterat till studier av plutoniumet och dess egenskaper, som krävde mycket komplicerade och högt skyddade anläggningar på grund av ämnets farlighet.
Det offentliga ställningstagandet från ÖB Swedlund under 1957 ledde till att kärnvapenfrågan kom att bli en del av den offentliga politiska debatten i Sverige. Inledningsvis var borgerliga politiker och press i huvudsak positiva medan socialdemokraterna i stort var splittrade. Till följd av detta försökte regeringen under 1958 åter undvika att ta uttrycklig ställning trots att man lade fram en försvarsproposition baserad på ÖB:s underlag av år 1957 och den ökade spänningen i världen. Den pragmatiska lösningen blev att inte direkt finansiera utvecklingen av svenska kärnvapen, men att ge en ökad finansiering till skyddsforskning kring kärnvapen, och att ge detta begrepp en mycket vid tolkning.

### Kärnvapenmotståndet inleds

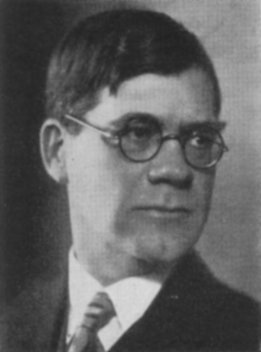
Östen Undén

Socialdemokratiska kvinnoförbundet hade i maj 1956 tagit ställning mot kärnvapen, vilket då inte hade väckt någon större uppmärksamhet. ÖB:s ställningstagande blev dock startskottet till intensiv debattaktivitet i pressen under 1957. FOA:s generaldirektör Hugo Larsson bidrog också till att sätta fart på debatten genom att i en intervju i Dagens eko 1957 berätta att Sverige hade resurser för att framställa kärnvapen som skulle kunna vara färdiga 1963-1964. Bland förespråkarna för svenska kärnvapen fanns Dagens Nyheters chefredaktör Herbert Tingsten och tidigare socialdemokratiske försvarsministern Per Edvin Sköld. Även den blivande folkpartiledaren Per Ahlmark var förespråkare för svenska kärnvapen.
Många av de tidiga motståndarna återfanns inom kulturvänstern, och kärnvapenfrågan figurerade därför flitigt på pressens kultursidor, men bland motståndarna fanns även Inga Thorsson, Ernst Wigforss och Östen Undén. Folket i bilds redaktör Per Anders Fogelström propagerade mot svenska kärnvapen i tidskriften, och gav 1958 ut boken Istället för atombomb tillsammans med den socialdemokratiske studentpolitikern Roland Morell. 1957 startades också en namninsamling mot svenska kärnvapen, som undertecknades av 95 000 personer och överlämnades till Tage Erlander i februari 1958. Aktionsgruppen mot svensk atombomb (AMSA) bildades i juni 1958, och Kampanjen mot atomvapen (KMA) 1961.

## Skyddsforskning och konstruktionsforskning
I juli 1958 lade FOA fram underlag för två olika forskningsprogram:
- S-programmet, med titeln "Forskningsprogram avseende skydd och försvar mot atomvapen".
- L-programmet, med titeln "Forskningsprogram för framtagande av underlag för konstruktion av atomladdningar".

Skissen av L-programmet var i allt väsentligt en uppdatering av det underlag som tagits fram till ÖB året innan. S-programmet, som nu dök upp för första gången, beskrevs som ett program för att ta fram det kunskapsunderlag om kärnvapen som krävdes för att utforma ett svenskt försvar utan kärnvapen, men som var anpassat till ett krig där man räknade med att kärnvapenangrepp kunde förekomma. I allt väsentligt innehöll dock S-programmet, trots en mycket annorlunda beskrivning av syfte, samma aktiviteter som L-programmet, men nedskalat till ungefär 75 % av kostnaden. S-programmet var anpassat till både ÖB:s målsättning att skaffa kärnvapen och den socialdemokratiska regeringens tvehågsenhet, som FOA under sin nye generaldirektör Martin Fehrm uppenbarligen hade uppfattat. Med detta förslag kunde regeringen således finansiera nästan all verksamhet som krävdes för ett svenskt kärnvapenprogram, men ändå hävda att man inte gjorde så.
Trots S-programmets utformning bestämde sig ÖB Swedlund för att han ville få ett omedelbart godkännande för L-programmet. I enskilda diskussioner mellan ÖB och försvarsminister Sven Andersson hösten 1958 kring kärnvapenfrågan och budgetbeslutet för kommande budgetår, gjorde Andersson klart att han själv förordade kärnvapenanskaffning, men att splittringen inom socialdemokraterna var sådan att man ville undvika att ta i frågan nu. Erlanders avsikt var att studera frågan inom en kommitté inom partiet och komma med ett förslag till 1960 års partikongress, och Andersson försökte därför förmå ÖB att inte begära budgetmedel för L-programmet, eftersom de ändå inte skulle beviljas. Detta hjälpte inte, utan i ÖB:s anslagsäskande i oktober 1958 (för budgetåret 1959/1960) begärdes medel för att FOA skulle inleda verksamhet i enlighet med L-programmet. Efterlämnade dagboksanteckningar och andra dokument har visat att Swedlund hade en begränsad förståelse för det politiska spelet, inte minst det inom partierna, trots att hans egna ställningstaganden under 1957 bidrog till att formera kärnvapenmotståndet. Han misstrodde också flera av de ledande politikernas förmåga att hantera frågan, och visade upp både en bristande flexibilitet och en förmåga att ofta uppträda på ett osmidigt sätt i sina personliga kontakter med regeringen.
Anslagsäskandet för L-programmet avvisades därför, men FOA beviljades för budgetåret 1959/1960 ett stort anslag för "ökad forskning inom atom-, robot-, motmedels- m.fl. områden" där S-programmet i praktiken inrymdes.

### Handlingsfrihetslinjen och utvidgad skyddsforskning

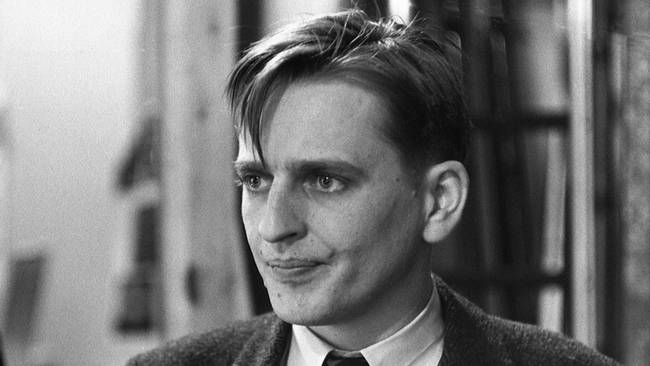
Olof Palme var sekreterare i den socialdemokratiska arbetsgruppen i kärnvapenfrågan.

Den socialdemokratiska arbetsgruppen, som hade tillsatts 1958 för att söka efter en kompromiss i kärnvapenfrågan inom partiet, hade Olof Palme som sekreterare och lade 12 november 1959 fram sin rapport. Kärnan i rapporten var att förorda att Sverige skulle välja en handlingsfrihetslinje - att inte binda sig i någon riktning i frågan om anskaffning av kärnvapen. Som en eftergift till kärnvapenmotståndarna förordades därmed ett uppskov på obestämd tid med ställningstagande kring kärnvapenanskaffning. Handlingsfriheten skulle samtidigt upprätthållas genom att man fortsatte kärnvapenforskningen, och man poängterade för kärnvapenanhängarna att detta inte skulle innebära någon egentlig försening, eftersom det civila kärnteknikprogrammet löpte parallellt med det militära flera år framåt. Forskningen fick dock inte uttryckligen vara konstruktionsforskning motsvarande L-programmet, men man förordade "utvidgad skyddsforskning". Detta innebar att det 1958 skisserade S-programmet kunde fortsättas, och i praktiken komma ännu närmare L-programmet i omfattning. Den socialdemokratiska partistyrelsen gick 14 december 1959 på arbetsgruppens linje, och så gjorde även 1960 års partikongress. Regeringens direktiv till FOA utfärdades 17 juni 1960.
I samtal mellan statsminister Erlander och ÖB Swedlund 1959 bekräftade Erlander att programmet för utvidgad skyddsforskning fick ge resultat avseende laddningskonstruktion. Han poängterade dock också att det var mycket osäkert vad som skulle hända med kärnvapenfrågan när man behövde ta ett beslut om tillverkning, vilket man räknade med behövde ske 1963.
Således hade man försökt undvika alltför allvarlig splittring inom partiet genom att skjuta på avgörandet i några år, snarare än skapa en kompromiss som innebar ett långsiktigt hållbart ställningstagande. Detta innebar att ett i det närmaste fullständigt kärnvapenprogram fick drivas under rubriceringen skyddsforskning och handlingsfrihet, samtidigt som den socialdemokratiska partiledningen och regeringen delvis hade närmat sig kärnvapenmotståndarnas linje i sina offentliga uttalanden. AMSA:s verksamhet klingade också av ganska fort, och den fortsatta verksamheten inom den svenska fredsrörelsen kom framför allt att vara inriktad mot opinionsbildning mot kärnvapeninnehaven i de stora kärnvapenländerna.
När frågan åter togs upp i regeringen 1961, uppgav Erlander att han själv nu svängt i negativ riktning jämfört med sin åsikt tre-fyra år tidigare - som han dock aldrig hade deklarerat öppet. Det beslut som var aktuellt under de kommande åren var dock fortsatt uppskov, och fortsatt forskning, så handlingsfrihetslinjen gällde alltjämt. Erlanders vetenskaplige rådgivare Torsten Gustafson var en av de som rekommenderade fortsatt satsning på forskning.

## Det civila kärnkraftprogrammet divergerar

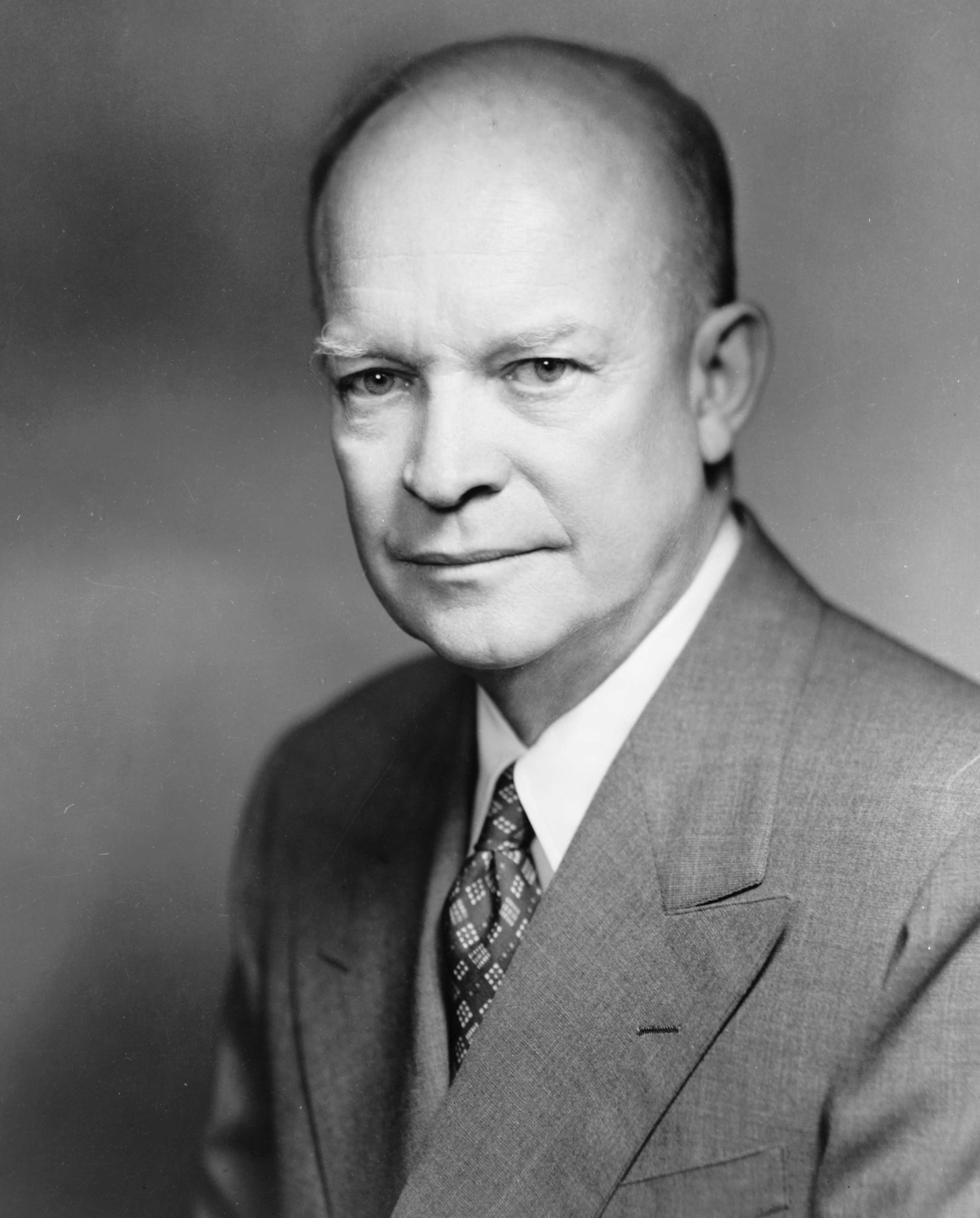
Dwight D. Eisenhowers politik underlättade för andra länder att skaffa civil kärnkraft, men orsakade svårigheter för det svenska kärnvapenprogrammet.

Ganska snart efter att det civila kärnkraftsprogrammet fått ökad fart efter 1956 års beslut, började det divergera från det militära kärnvapenprogrammet, den svenska linjen till trots, och trots att man från regeringshåll uppfattade det civila programmet som ett stöd för den militära när handlingsfrihetslinjen lanserades 1959. Skälen till denna divergering var flera. Även om AB Atomenergi var inkopplade i kärnvapenprogrammet, hade man också som uppgift att så snabbt som möjligt få fram kärnreaktorer som var praktiskt användbara för civil energiförsörjning, och var intresserade av att inte tappa initiativet till andra svenska energitekniska aktörer såsom Vattenfall eller Asea. Det hade också blivit möjligt att få tillgång till mycket information, och även olika komponenter och råvaror av intresse för kärnkraften från USA. President Dwight D. Eisenhower hade i ett tal i december 1953 lanserat den nya linjen Atoms for Peace, som 1955 följdes upp med offentliggörande av en stor mängd dokument vid en konferens i Genève. Att köpa material från USA skulle vara snabbare och i många fall också bli billigare än att producera dem i Sverige. Å andra sidan krävdes då omfattande garantier för att materialen enbart användes civilt. 1 juli 1955 slöts ett första samarbetsavtal mellan Sverige och USA, som 18 januari 1956 följdes upp med ett ytterligare avtal om civilt samarbete på kärnenergiområdet. Som resultat fick Sverige tillgång till visst tidigare hemligstämplat material, och möjligheten att importera mindre mängder anrikat uran, samt tungt vatten till ett lägre pris än det norska. I avtalet krävdes garantier för att materialet inte skulle användas för kärnvapenändamål eller andra militära ändamål.
De garantier som AB Atomenergi utfärdat för material till reaktorn R3 (Ågestaverket) 1957, innebar de första begränsningarna av detta slag som kunde utgöra problem för kärnvapenprogrammet, även om man från svensk sida lyckats undgå att utfärda helt vattentäta garantier till USA.
Även om den grundläggande reaktortypen som valdes av AB Atomenergi var den som krävdes för att vara till nytta i det militära programmet (vilket var en grundval för den svenska linjen), var den mer detaljerade konstruktionen inte den som FOA hade föredragit, av det enkla skäl att driftprofilen vid optimerad energiproduktion var annorlunda än den vid optimerad plutoniumproduktion.
Från 1959 avtog också det civila intresset för såväl att fullfölja uranverket i Ranstad, som beslutats 1958 och var tänkt att stå färdigt 1963, som för inhemsk produktion av tungt vatten. Tanken om inhemsk försörjning med kärnbränsle och andra strategiska råmaterial övergavs således stegvis och det svenska inslaget i "den svenska linjen" kom att begränsa sig till konstruktionen och byggandet av kärnreaktorerna.

## Plutoniumproblem

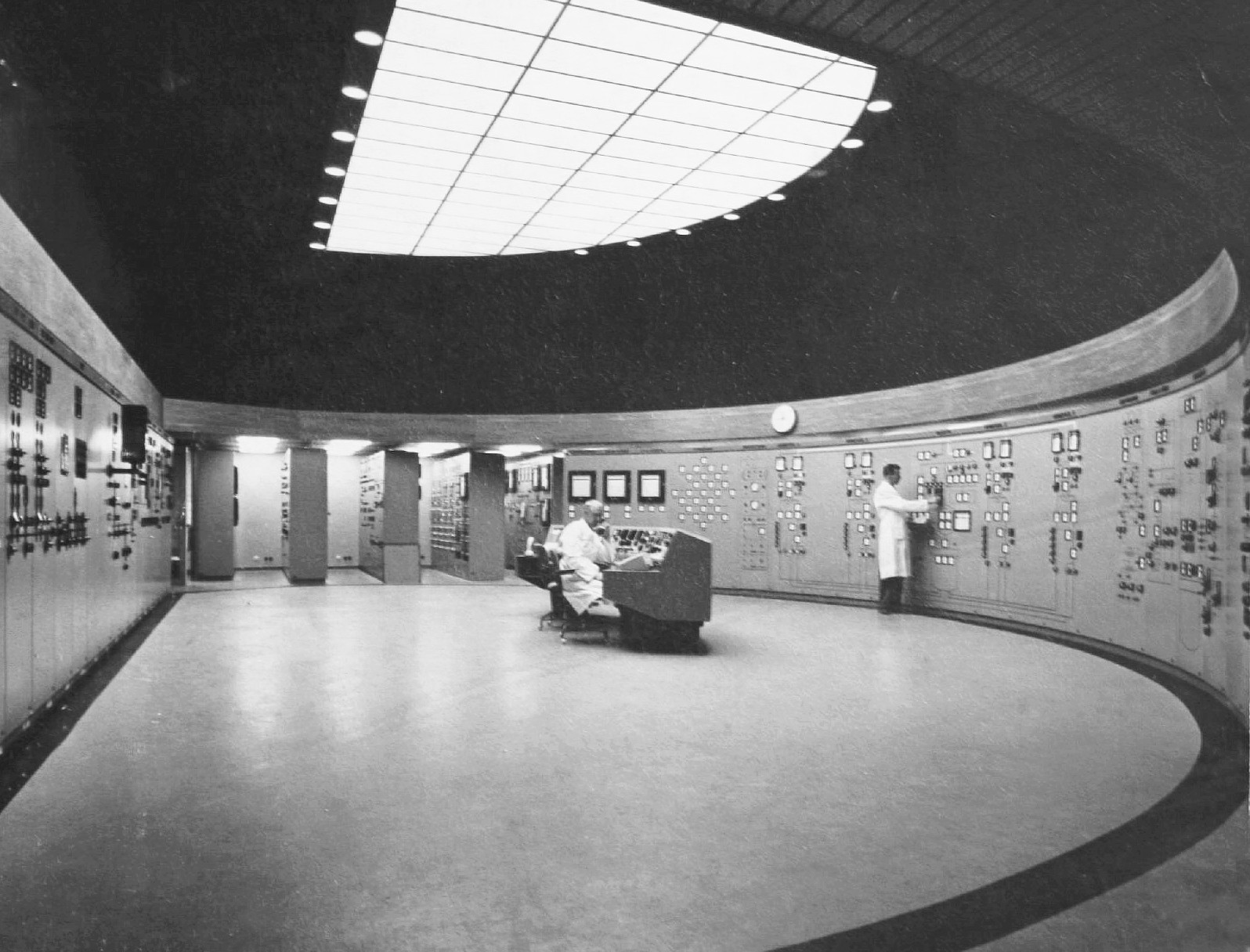
Kontrollrummet i R3

I takt med att det civila kärnkraftsprogrammet gick sin egen väg kom problemet med att få tillgång till plutonium, både för forskning och för senare framställning av kärnvapen, att torna upp sig som det största tekniska problemet för kärnvapenprogrammet. För många forskningsändamål, till exempel de metallurgiska, kunde man nöja sig med plutonium som utöver plutonium 239 innehöll över 7% av isotopen plutonium 240, trots att ett plutonium med denna isotopblandning inte skulle vara användbart som vapenplutonium. Plutonium av denna sammansättning kunde fås genom upparbetning av använt kärnbränsle från reaktorer som inte var optimerade för militär drift, men det gällde då att få tag på kärnbränslet utan att på ett uppenbart sätt bryta mot utfärdade garantier. En förutsättning för detta var att upparbetningen skedde inom Sverige, och någon sådan kapacitet stod inte klar när R3 togs i drift. Reaktorn R3 i Ågesta kom dock inte att bli den tillgång för kärnvapenprogrammet som man inledningsvis hade trott.
Problemet ledde till att man från 1957 började studera möjligheten att istället uppföra och driva en eller eventuellt två rent militära reaktorer för plutoniumproduktion, placerad i bergrumsanläggning. I juli 1958 hade AB Atomenergi och FOA studerat detta, och kommit fram till att en militär reaktor (bestående av aluminiumkapslade bränsleelement och tungt vatten som moderator) skulle ge lägre produktionskostnader än att utnyttja andra, civila reaktortyper. Dock skulle det krävas relativt omfattande investeringar för denna reaktor, och på grund av den tilltänkta bergrumsplaceringen skulle det ta 4,5 år att uppföra reaktorn.
Det minskade civila intresset för inhemsk råvaruförsörjning ledde till att skisserna för svensk kärnvapenframställning reviderades under 1959 och 1960. Man fick i uppskattningen nu lägga in ett uranverk, en tungvattenanläggning och en upparbetningsanläggning, förutom en eller två reaktorer, för att kunna klara plutoniumförsörjningen. Detta ledde till en kraftigt ökad kostnadsuppskattning, och ett större tidsbehov än tidigare antagits. Dessa anläggningar hade inte ingått 1958 års skisser av varken S- eller L-programmen, så finansiering av dem ingick inte i det program för utökad skyddsforskning som hade fått regeringens godkännande. Försvarets och FOA:s bedömning av läget år 1961 var således att det enbart var plutoniumtillgången som var kärnvapenprogrammets begränsande faktor, och från 1961 och framåt konstaterade Försvarsstaben att programmets tidsplan försköts framåt på grund av detta.
Upparbetningsanläggningen var planerad att byggas i Sannäs.
Efter att Sverige gav upp planerna på en inhemsk plutoniumframställning lämnades 100 gram plutonium, som erhållits från Storbritannien, till Institutt for Atomenergi (IFA) i Kjeller, Norge.

## Sonderingar om kärnvapenköp från USA

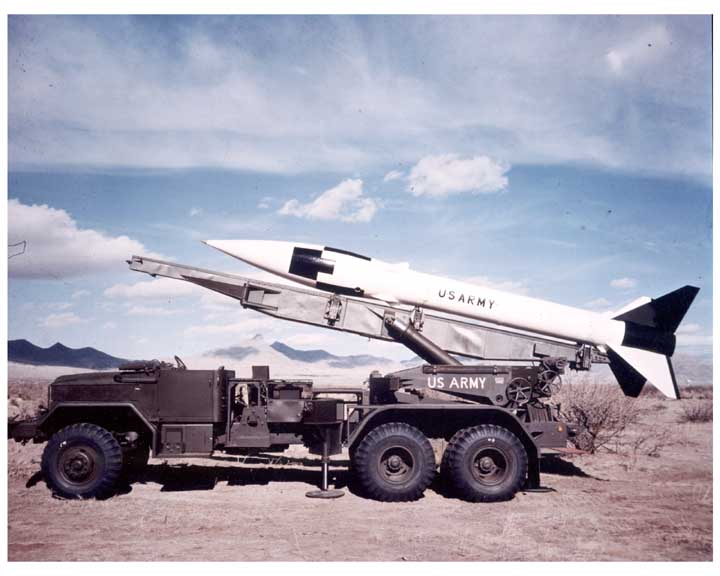
MGR-1 Honest John

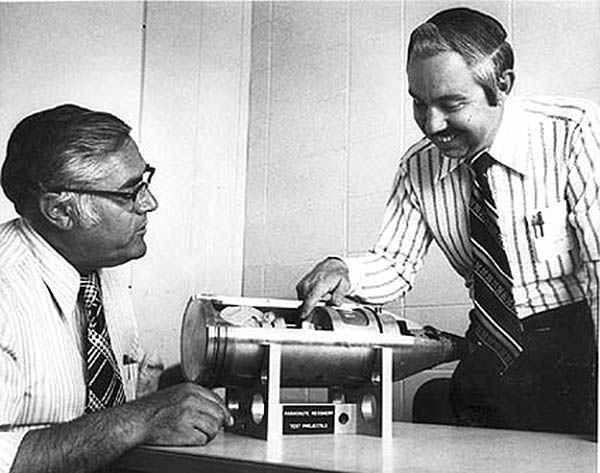
W48

När ÖB 1954 förespråkade att det svenska försvaret behövde tillgång till kärnvapen, var inte egen svensk kärnvapenframställning det enda alternativ som övervägdes. Avtal med västmakterna om att snabbt komma till undsättning, eller köp av ett mindre antal kärnvapen från väst (i praktiken USA) övervägdes också, och det sista alternativet framstod av tids- och kostnadsskäl som det bästa, i den mån det var möjligt. Från 1954 skedde svenska sonderingar i USA om möjligheten att köpa kärnvapen. Från svensk del visste man att amerikansk lagstiftning inte tillät denna export, men man hoppades på att kunna bli positivt behandlade trots att man inte var med i Nato, eftersom man ansåg att det låg i USA:s intresse att Sverige skulle ha ett starkare försvar i händelse av sovjetiskt anfall mot landet.
Bland annat samtalade FOA:s Torsten Magnusson med det amerikanska sändebudet Howard A. Robinson i frågan i november 1954, och Malte Jacobsson i Atomkommittén samtalade med konteramiral Lewis Strauss i Atomic Energy Commission i april 1955, och nämnde då siffran 25 som ett exempel på antalet kärnladdningar som Sverige kunde vara intresserat av att köpa.
1957 trappades sonderingarna upp då ambassadör Erik Boheman tog upp frågan med USA:s utrikesdepartement, samtidigt som svenska försvaret förhörde sig om möjligheter att få skicka svenska officerare på utbildning i kärnvapens användning. Boheman nämnde också att länder som Danmark och Norge redan fått köpa vapensystem som kunde bära kärnstridsspetsar (även om dessa länder inte disponerade några egna laddningar till dessa vapen). Det amerikanska svaret blev avvisande, eftersom Sverige, som icke-Nato-land inte hade något ömsesidigt försvarsavtal med USA, vilket var ett krav i amerikansk lag för att ens överväga kärnvapensamarbete. Budskapet var att om Sverige hade tänkt ändra sin alliansfria politik var man välkommen med en ny förfrågan, annars var det lönlöst. I en analys från amerikanska UD under 1959 konstaterade man att Sverige i princip inte behövde vara Nato-medlem för att kärnvapenförsäljning kunde övervägas, men var tvungen att åtminstone ha avtal med USA kring användningen av eventuella kärnvapen, vilket också skulle vara att lämna alliansfriheten. 6 april 1960 bestämde sig USA:s nationella säkerhetsråd för att den amerikanska linjen skulle vara att inte alls stödja ett svenskt kärnvapeninnehav, inte heller med egenutvecklade kärnvapen, eftersom det ansågs vara bättre för västs försvar mot Sovjetunionen att Sverige satsade sina begränsade resurser på konventionella stridskrafter snarare än på ett dyrt kärnvapenprogram.
1960 års ställningstaganden till trots fick svenska företrädare i kontakter med amerikanska försvaret tillgång till en del hemlig information senare under 1960-talet, dels om kärnvapentaktik och de krav denna ställde på spaningsresurser och snabbt beslutsfattande, och dels vissa kärnfysikaliska data.
Bland annat tittade svenska företrädare på vapensystemet MGR-1 Honest John, som kunde förses med kärnstridsspetsarna W7 och W31. För artilleriändamål hade USA tagit fram projektilen W48 för 155 mm artilleri med 0,072 kt effekt. Några planer på så små svenska kärnvapen har dock inte återfunnits.

## Planerade kärnladdningar

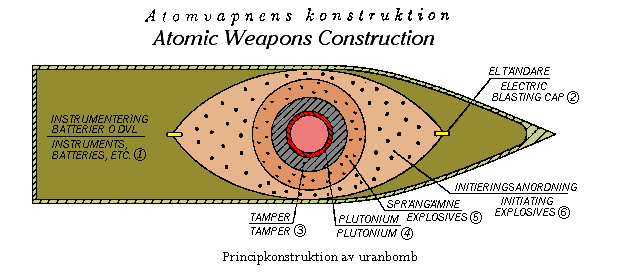
Svensk principskiss av en möjlig kärnladdningskonstruktion, av implosionstyp och med ^{239}Pu som fissilt material.

De egenproducerade svenska laddningarna var avsedda att vara baserade på plutonium (239Pu). När de tidiga principskisserna runt 1955 ersattes med mer konkreta uppskattningar kring konstruktionslösningar var en av de första skisserna en flygbomb med en ungefärlig vikt av 400–500 kg och cirka 35 cm diameter. Denna bomb skulle vara möjlig att bära för A 32 Lansen.
I den studie som genomfördes inom Kärnladdningsgruppen 1961-1962 skisserades ett anskaffningsprogram om 100 taktiska kärnladdningar, och dessa laddningar skulle ha en effekt motsvarande cirka 20 kiloton trotyl.

### Vapenbärare

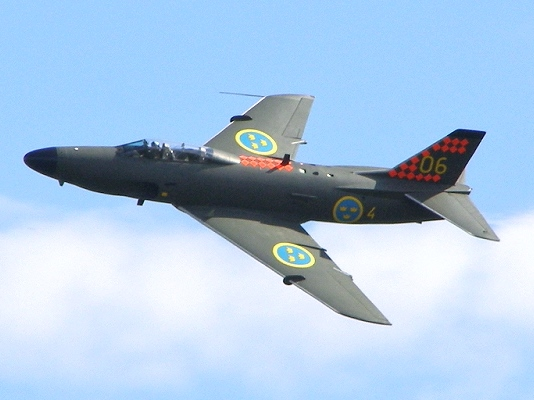
A 32 Lansen var en möjlig vapenbärare för svenska kärnvapen i form av flygbomber.

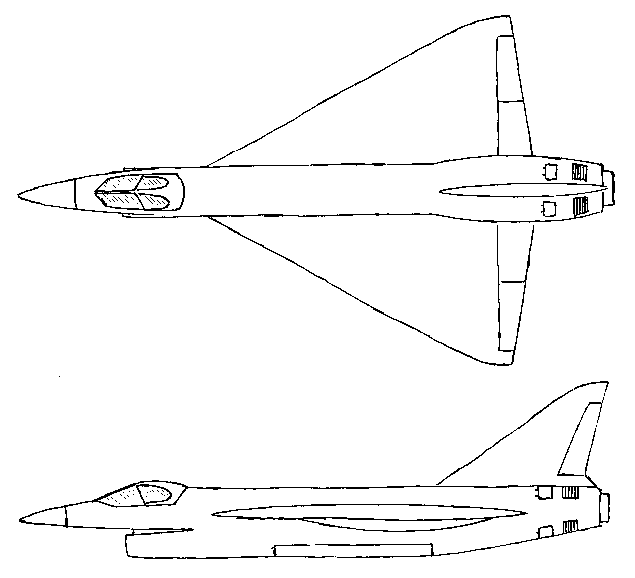
A 36 i form av den utvalda SAAB 1300-76-konfigurationen.

I försvarets studier av hur de tilltänkta kärnvapnen skulle utnyttjas, låg fokus hela tiden på flygbomber som skulle bäras av attackflygplan. Eftersom planerna gällde taktiska kärnvapen i inte alltför stort antal, planerades aldrig någon särskild flygplanstyp enbart för kärnvapen, så vitt bekant. Det var således Flygvapnets modernaste attackflygplan som skulle bära kärnvapnen såväl som annan beväpning. Hade programmet följt sin ursprungliga tidsplan hade det således varit A 32 Lansen som hade varit aktuell som vapenbärare, och enligt de reviderade tidsplanerna där kärnvapnen skulle ha dykt upp först på 1970-talet hade även AJ 37 Viggen varit aktuell.
Kärnladdningsstudien diskuterade också översiktligt möjligheten att utnyttja markrobotar med cirka 100 km räckvidd, och kärnladdade torpeder till ubåtar (troligen hade Sjöormenklassen och en modifierad Torped 61 varit aktuella), men utan att göra några närmare studie av verkan av dessa alternativ; studien fokuserade istället på hur flygbomber kunde användas.
Saab utvecklade 1957-59 Robot 330, en markmålsrobot med ca 500 km räckvidd, som var avsedd att bära kärnladdningar. Projektet lades ned av kostnadsskäl.
Påståenden har också figurerat om att andra svenska vapensystem skisserade eller utvecklade under 1950- och 1960-talen skulle ha varit avsedda som vapenbärare för kärnvapen, bland annat det tunga attackflygplanet Saab A 36, Bandkanon 1 (en 155 mm artilleripjäs) och sjömålsroboten Robot 08. Dessa påståenden har funnits i rörelse från den tid då försvarets studier fortfarande var hemligstämplade. Förvisso fanns de första skisserna på hur ett svenskt kärnvapen rent fysiskt kunde se ut när A 36 studerades, men A 36-projektet var sedan flera år övergivet till förmån för AJ 37 Viggen när de första detaljerade militära (snarare än enbart fysikaliska eller tekniska) studierna genomfördes 1961-1962, så även om A 36 möjligen inte kan ha ansetts utgjort en integrerad del av själva kärnvapenprogrammet konstruerades det dock specifikt som en kärnvapenbärare. A 36-piloterna var tänkta att specialisera sig på denna uppgift.
Vad gäller bland annat Robot 08 ger de tidigare hemliga dokument som har kommit till kännedom inget stöd för påståenden om att något annat än flygbomber skulle ha övervägts på ett mer seriöst sätt. Kärnvapenbestyckade sjömålsrobotar skulle, i likhet med torpeder, i och för sig ha passat in i den tilltänkta operativa användningen av kärnvapen mot överskeppningsföretag. Dock kom kärnladdningsstudien fram till att störst effekt med flygbomber skulle fås vid bekämpning i hamn; till sjöss skulle en utspridning av en sjöstyrka minska effekten av kärnvapen.
Påståenden om planer för kärnvapenbestyckad ammunition till svenska artilleripjäser med 155 mm kaliber och högst 25 km räckvidd måste ses med än större skepsis. Förvisso togs kärnvapenammunition i 155 mm kaliber fram av USA och i 152 mm kaliber av Sovjetunionen, så tekniskt skulle detta ha varit möjligt. Den enda amerikanska kärnladdningstyp av denna kaliber som faktiskt färdigställdes, W48, hade dock endast 0,072 kilotons effekt, trots att den krävde lika mycket plutonium som en betydligt kraftigare laddning. (Laddningar med större effekt togs av USA huvudsakligen fram för artilleri med kalibern 203 mm respektive 280 mm.) Den representerade också en annan konstruktionsprincip, linjär implosionsbomb, än de fissionsladdningar som hade större yttermått. Eftersom det hela tiden var plutoniumtillgången som var den begränsande faktorn i det skisserade svenska programmet, och kostnadsaspekterna sågs med bekymmer, är det svårt att tro att antalet flygbomber skulle ha minskats till förmån för slagfältskärnvapen med mindre effekt, som dessutom skulle ha krävt utvecklingskostnader för att utforska en ytterligare konstruktionsprincip.
Slutligen var Bandkanon 1 avsedd för extremt hög eldhastighet, vilket inte är önskvärt vid användande av dyrbara atomgranater.

### Tilltänkt användning

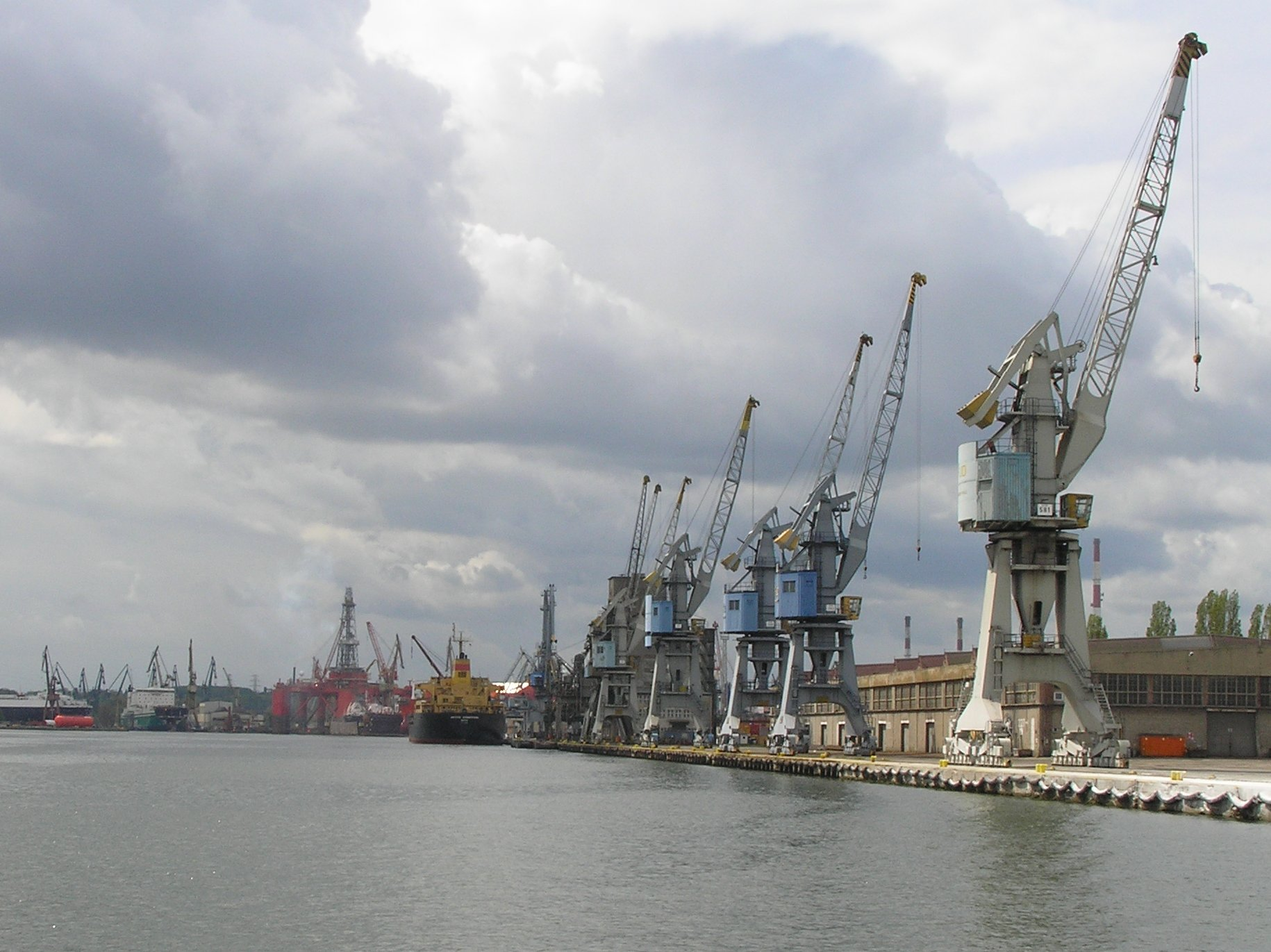
Gdańsks hamn, ett av de tänkbara kärnvapenmål som studerades.

Redan från början avskrev man möjligheten att skaffa sig svenska strategiska kärnvapenstyrkor, med möjligheten att nå fientliga befolknings-, industri- och beslutscentra, eftersom Sverige inte hade några bombplan med strategisk räckvidd. Istället rörde det sig om taktiska kärnvapen som skulle kunna användas mot militärt betydelsefulla mål i Sveriges närområde i händelse av krigsfara. Det främsta exemplet på sådana mål kunde vara utskeppningshamnar på andra sidan Östersjön, och ett annat mål skulle vara fientliga flygbaser.
När det gällde utskeppningshamnarna konstaterade man att dessa i allmänhet hade stadsbebyggelse och civil befolkning så pass nära hamnarna att även dessa skulle drabbas, om insatser gjordes med svenska kärnvapen. Detta ledde försvaret till slutsatsen att denna användning, även om det var fråga om taktiska snarare än strategiska kärnvapen, skulle ha politiska konsekvenser.
Den strategisk-operativa effekt man förväntade sig av ett svenskt innehav av taktiska kärnvapen var i första hand en krigsavhållande effekt, att själva kärnvapeninnehavet skulle avskräcka mot anfall mot Sverige. I andra hand skulle man tvinga en angripare att göra taktiska anpassningar inför risken att utsättas för kärnvapenangrepp, vilket skulle innebära att ett militärt angrepp mot Sverige bland annat tog längre tid och krävde mer resurser. I denna roll skulle således kärnvapeninnehavet hjälpa till att återställa balansen mellan de konventionella stridskrafterna.
För att inte kärnvapenkapaciteten skulle kunna slås ut av ett överraskande angrepp, skisserade man på ett system där huvuddelen av laddningarna förvarades spridda på några starkt skyddade bergrumsförråd, och resten flyttades runt mellan Attackeskaderns baser. Dessa skisser gick under beteckningen Ahasverussystemet och kan jämföras med tankarna på andraslagsförmåga.

## Åsiktsbyten inom försvaret

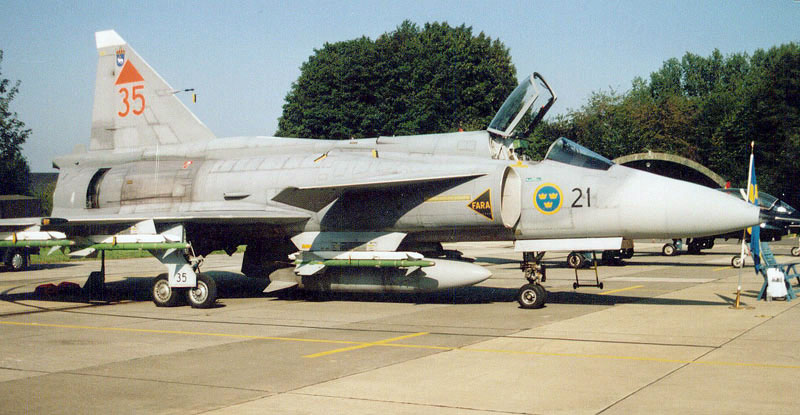
Kostnaderna för Viggenprojektet bidrog till att skapa tveksamhet kring kärnvapenprogrammet inom försvaret.

Efter att den starke kärnvapenförespråkaren Nils Swedlund 1961 hade avgått med pension och hade lämnat över ÖB-posten till Torsten Rapp började vissa ledande befattningshavare internt inom försvaret uttrycka tveksamhet kring kärnvapenprogrammet. Detta kan ses mot bakgrund av fördröjningarna i tidsplanerna på grund av svårigheterna med plutoniumförsörjningen och de ökade kostnadsuppskattningarna. De första skeptiska åsikterna kom från Flygvapnet, och framfördes 1961 av flygstabschefen Stig Norén till sina motsvarigheter i andra försvarsgrenar och den tillträdande försvarsstabschefen Carl Eric Almgren i samband med arbetet med det som skulle bli underlaget ÖB-62. Detta ledde bland annat till att en särskild arbetsgrupp, Kärnladdningsgruppen, tillsattes under ledning av överste Åke Mangård. Denna grupp arbetade juni 1961 till februari 1962 och genomförde omfattande analyser av konsekvenser och det militära värdet av kärnvapeninnehav. Genom fortsatta påstötningar från Flygvapnet kom rapporten ÖB-62 att uttrycka en mer ambivalent hållning till kärnvapen än rapporten från 1957, men var dock i huvudsak positiv.
Att det var flygvapenföreträdare som bytte åsikt i kärnvapenfrågan kan tyckas paradoxalt, eftersom fokuseringen på kärnvapnen i bland annat USA hade lett till att flygstridskrafterna hade ökat i betydelse i jämförelse med mark- och sjöstridskrafterna. Flygvapnet stod dock inför en dyr anskaffning av Viggen, och befarade att ett fullskaligt kärnvapenprogram skulle konkurrera med detta. En av punkterna som Norén ville ha bättre utrett var vilka konventionella stridskrafter man kunde få istället för kärnvapnen. Man kan konstatera att detta också var den linje som USA 1960 bestämt sig för att man ansåg att Sverige borde följa; huruvida detta påverkade de svenska försvarschefernas ställningstagande är oklart.
Att Swedlund ersattes just med en flygvapenofficer har ibland satts i sammanhang med att försvaret valde att prioritera flygplan istället för kärnvapen. Det har dock påpekats att det snarare var det faktum att Swedlund lämnade ÖB-posten som öppnade för nya överväganden, oavsett efterträdare, och Rapp utmärkte sig snarare för att inte ha någon stark personlig åsikt i frågan.
I rapporten ÖB-65 hade man tagit ytterligare ett steg bort från att förutsätta ett kärnvapenförsett svenskt försvar. Man förordade fortfarande svenska kärnvapen i allmänna termer, men de låg nu inte längre inlagda i försvarets planering, eftersom det fortfarande inte fanns beslut om dem, och att man såg en överhängande risk att ett svenskt innehav skulle förbjudas till följd av de nedrustningsförhandlingar som bedrevs. Rapporten såg också ljusare på möjligheten att försvara sig konventionellt med ett försvar bestående av moderna stridskrafter, eftersom man nu på allvar anammat marginaldoktrinen, där man förutsatte att ett angrepp mot Sverige inte skulle ske isolerat, utan som ett led i en storkonflikt. I det fallet skulle endast en mindre andel av den angripande stormaktens stridskrafter kunna sättas in mot Sverige.

## Kärnvapenprogrammet och svensk nedrustningspolitik
Inom FN drev Sverige via Östen Undén redan i slutet av 1950-talet linjen om ett provstoppsavtal för kärnvapen. Från 1962 var Sverige också en aktiv deltagare i de internationella nedrustningsförhandlingarna. Förhandlingar mellan NATO och Warszawapakten hade inletts 1960, men strandat 1961. I FN:s generalförsamling hösten 1961 beslöts att återuppta förhandlingarna och utöka dem med åtta neutrala/alliansfria stater, däribland Sverige. De första förhandlingar med deltagande av neutrala stater skedde 15 mars 1962.
I augusti 1962 kom Sovjetunionen, Storbritannien och USA i dessa förhandlingar överens om att stoppa alla prov med kärnvapen i atmosfären, yttre rymden och under vatten. Man inbjöd också världens alla stater att skriva på, vilket kom som en överraskning för Sverige. Efter en kort betänketid beslöt sig den svenska regeringen att skriva på, trots handlingsfrihetslinjen. Man konstaterade också att underjordiska kärnvapenprov inte förbjöds av avtalet, och att handlingsfriheten trots allt skulle kunna upprätthållas.
Efter provstoppsavtalet kom till, fick FOA i uppgift att från 1963 driva en seismografisk anläggning för övervakning av att avtalet följdes.
I frågan om icke-spridning låg dock de svenska förhandlarna i flera år lågt, just mot bakgrund av den svenska handlingsfrihetslinjen. Fram till 1965 hade man instruktioner från regeringen att inte driva frågan. Detta ändrades i början av 1966, och offentliggjordes av statssekreteraren i Försvarsdepartementet Karl Frithiofson i mars 1966 i ett tal inför Kungliga Krigsvetenskapsakademien, där han då meddelade att det för närvarande inte skulle ligga i Sveriges intresse att anskaffa egna kärnvapen, vilket var en nyansskillnad från den tidigare handlingsfrihetslinjen. Tre faktorer bakom detta ställningstagande var dels att det såg alltmer svårt ut att kunna få plats med ett kärnvapenprogram inom försvarets ekonomi, dels att man kommit fram till att framtida krig mycket väl kunde bli konventionella till sin karaktär, bland annat genom att studera Natos flexible response-doktrin, och dels att man (något oklart hur) bedömde att Sverige ändå i praktiken skyddades av USA:s kärnvapenparaply. Alldeles innan regeringens ställningstagande hade dock försvaret uttryckt att Sveriges säkerhetsläge skulle försämras om man anslöt sig till ett icke-spridningsavtal, eftersom avtalsförslagen riktade sig mot mindre länder som ännu inte hade kärnvapen, medan USA:s och Sovjets kärnvapeninnehav inte påverkades. Således skulle man avskaffa Sveriges handlingsfrihet utan att få något annat i utbyte, men ändå stå kvar med samma kärnvapenhot mot sig.
Förhandlingarna resulterade i Icke-spridningsavtalet, som var klart för påskrift 1968. Sverige skrev på 19 augusti 1968, strax efter att Västtyskland hade gjort detsamma.

## Avslutning
Karl Frithiofsons tal i mars 1966 tillkännagjorde i princip att tankarna på svensk anskaffning av kärnvapen hade övergetts och därmed ett slut på handlingsfrihetslinjen. Linjen utvecklades ytterligare 1968 i försvarsutredningen, och med undertecknandet av icke-spridningsavtalet 1968 påbörjades avvecklingen av all konstruktionsinriktad kärnvapenforskning vid FOA. Reduktionerna av FOA:s kärnvapenforskning inleddes 1967, samtidigt som en förskjutning mot annan försvarsforskning (relaterad till konventionella vapen) skedde. Från 1968 inriktades den kvarvarande kärnvapenrelaterade forskningen på skyddsfrågor, och avvecklingen av den verksamhet som var direkt relaterad till kärnvapenprogrammet var avslutad 1972. Det mest signifikanta var att plutoniumlaboratoriet i Ursvik avvecklades.
Utländska bedömningar har klassat den svenska kärnvapenkompetensen som byggdes upp som mycket högt stående och att Sverige i slutet av kärnvapenprogrammet var tekniskt kapabelt att på kort tid skaffa kärnvapen.

## Efter kärnvapenprogrammet

### Faktisk skyddsforskning och stöd till nedrustning
Kärnvapenrelaterad verksamhet fortsatte dock vid FOA även efter avvecklingen var avslutad 1972, men i betydligt mindre omfattning. (Resurserna år 1972 var ungefär en tredjedel av de 1964-1965.) Faktisk skyddsforskning kring kärnvapnens effekter, utan koppling konstruktionsforskning eller någon handlingsfrihetslinje, fortsatte. Paradoxalt nog hade ju denna del av kärnvapenforskningen inledningsvis givits en låg prioritet, eftersom "skyddsforskning" då enbart var ett politiskt gångbart namn. Den kvarvarande tekniska sakkunskapen om konstruktion av kärnvapnen utnyttjades senare i olika nedrustningssammanhang.

### Handlingar från kärnvapenprogrammet
Enligt den svenska sekretesslagen kan hemliga handlingar frisläppas efter 40 år. Många handlingar från det svenska kärnvapenprogrammets uppbyggnadsskede och mest intensiva period blev därför successivt offentliga under 1990-talet, och har legat till grund för de beskrivningar som gjorts, bland annat av Wilhelm Agrell. Vissa handlingar som är kvalificerat hemliga frisläpps dock först efter 70 år, så denna typ handlingar från det svenska kärnvapenprogrammet är ännu inte allmänt tillgängliga.

### Kontroverser om verksamheten efter 1985
1985 förekom i tidningen Ny Teknik artiklar om den svenska kärnvapenforskningen med ett antal påståenden om förhållanden som då inte var allmänt kända, och som tidningen själv betecknade som avslöjanden. Ny Teknik hävdade att verksamheten vid bland annat FOA hade fortsatt i direkt strid mot riksdagens beslut 1958. Detta ledde till att regeringen gav ett uppdrag till dåvarande rättschefen på Försvarsdepartementet, Olof Forssberg, att utreda frågan. Forssbergs utredning Svensk kärnvapenforskning 1945 till 1972 stod klar 1987, och kom fram till att ingen forskning hade skett som inte rymdes inom den beslutade linjen om skyddsforskning med handlingsfrihet.
I november 1994 kom The Washington Post med påståenden om att Sverige skulle ha hållit sin kärnvapenoption öppen i smyg. Detta påstående baserade sig på att reaktorn R3 i Ågestaverket fortfarande fanns kvar, men inte inordnats i den gällande inspektionsregimen enligt icke-spridningsavtalet. Reaktorn hade ställts av 1974, men inte demonterats. Från Statens Kärnkraftsinspektion (SKI) påpekade man att anledningen till att anläggningen inte omfattades av inspektioner, var att Sveriges avtal med IAEA upprättades 1975 (och inte 1968 då icke-spridningsavtalet ratificerades), och då var R3 tagen ur drift och allt klyvbart material avlägsnat. Eftersom inga av de kvarvarande komponenterna hade underhållits sedan 1974 betraktades den inte tillnärmelsevis vara i körbart skick av SKI.

## Tidslinje över kärnvapenprogrammet
- 1945
  - USA försöker få monopol på svenska urantillgångar.
  - Atombomberna släpps över Hiroshima och Nagasaki.
  - FOA får de första utredningsuppdragen av ÖB, att sammanställa kunskapen på området.
  - Atomkommissionen tillsätts
- 1947 – AB Atomenergi bildas.
- 1948 – FOA får i uppdrag att utreda möjligheterna för svensk kärnvapenanskaffning; den egentliga starten på kärnvapenprogrammet.
- 1952 – Flygvapenchefen Bengt Nordenskiöld tar offentlig ställning för svenska kärnvapen.
- 1953 – USA lanserar Atoms for Peace.
- 1954
  - Rapporten ÖB-54 tar i praktiken ställning för svenska kärnvapen.
  - Den första svenska reaktorn R1 tas i drift.
  - De första svenska sonderingarna om att få köpa kärnvapen från USA genomförs.
- 1955
  - De första mer detaljerade skisserna av hur ett svenskt kärnvapen kan se ut är klara.
  - Den socialdemokratiska regeringen visar sig vara splittrad i kärnvapenfrågan.
  - Ett första samarbetsavtal sluts mellan USA och Sverige om civil kärnenergi.
- 1956 – En statlig utredning föreslår att Sverige satsar på kärnenergi med inhemsk bränsleförsörjning, "Den svenska linjen".
- 1957
  - Rapporten ÖB-57 tar tydlig ställning för svenska kärnvapen.
  - Den offentliga kärnvapendebatten tar fart.
  - AB Atomenergi köper amerikanskt material till Ågestaverket för att snabba på det civila kärnenergiprogrammet, och utfärdar garantier att det inte skall användas för kärnvapenändamål, vilket leder till problem med kärnvapenprogrammets plutoniumförsörjning.
  - Svenska sonderingar på ambassadörsnivå om möjligheten att få köpa kärnvapen från USA.
- 1958
  - FOA presenterar två alternativa forskningsprogram: skyddsforskning (S-programmet) respektive laddningsforskning (L-programmet).
  - Den första studien av rent militära reaktorer presenteras, för att säkerställa plutoniumproduktionen.
  - ÖB begär i försvarsbudgetarbetet officiellt att regeringen skall välja L-programmet, trots att försvarsministern avrått på grund av den stora socialdemokratiska splittringen.
  - Regeringen avvisar begäran om L-programmet, men förordar finansiering av S-programmet under annan rubricering. Riksdagen beviljar detta.
- 1959 – En socialdemokratisk arbetsgrupp föreslår en kompromiss i form av utökad skyddsforskning med handlingsfrihet.
- 1960
  - Den socialdemokratiska partikongressen går på kompromissförslaget, och regeringen utfärdar direktiv med denna innebörd.
  - USA bestämmer sig för att varken sälja kärnvapen till Sverige, eller stödja inhemsk svensk kärnvapenutveckling.
  - På grund av problem med plutoniumförsörjningen har kostnadsuppskattningarna för svensk kärnvapenanskaffning ökat rejält.
- 1961 – Efter ÖB Swedlunds pensionering dyker de första skeptiska åsikterna till svensk kärnvapenanskaffning upp i den svenska försvarsledningen.
- 1962
  - Rapporten ÖB-62 är fortfarande positiv till svenska kärnvapen, men inte lika uttalat som ÖB-57.
  - Sverige börjar ta aktiv del i de internationella nedrustningsförhandlingarna. Provstoppsavtalet kommer till.
- 1965 – Rapporten ÖB-65 uttalar sig för svenska kärnvapen, men innehåller inte längre någon konkret planering för införandet.
- 1966 – Handlingsfrihetslinjen överges, och Sverige börjar driva frågan om ett icke-spridningsavtal.
- 1967 – Reducering av kärnvapenforskningen inleds.
- 1968
  - Sverige ratificerar Icke-spridningsavtalet.
  - Avvecklingen av kärnvapenprogrammet inleds, med undantag av den faktiska skyddsforskningen.
- 1972 – Avvecklingen av kärnvapenprogrammet är avslutad i och med att plutoniumlaboratoriet stängs.
- 1974 – Ågestaverket tas ur drift.
- 2012 – 3,3 kg plutonium och 9 kg uran exporteras till Amerikas Förenta Stater som en del av Global Threat Reduction Initiative.[64]